# پل آزا
پل آزا (به لاتین: Aza Körpüsü) یک بنای معماری متعلق به سده هفدهم میلادی در روستای آزا در شهرستان اردوباد در جمهوری آذربایجان است. این پل که در سال ۱۹۹۷ بخشی از آن بازسازی شد و هنوز هم به‌طور فعال در حال استفاده است، در زمان شاه عباس یکم از دودمان صفویان یک مسیر تجاری مهم بر روی رودخانه گیلان‌چای بود.